# Otto Benndorf
Otto Benndorf (Greiz, 13 settembre 1838 – Vienna, 2 gennaio 1907) è stato un archeologo tedesco, professore e direttore della Collezione delle antichità di Vienna.

## Biografia
Fondatore e direttore dell'Istituto archeologico di Vienna, diede inizio nel 1895 agli scavi di Efeso; sotto la sua direzione venne pubblicato nel 1906 il primo volume sui risultati delle ricerche archeologiche a Efeso.

## Opere
Il suo studio di maggior importanza è considerato il volume L'Heron di Gjölbasschi-Trysa, scritto in collaborazione con George Niemann e pubblicato nel 1889.